# Sammalsaari (ö i Södra Savolax, Nyslott, lat 62,48, long 28,59)
Sammalsaari är en ö i Finland. Den ligger i sjön Kermajärvi och i kommunen Heinävesi i den ekonomiska regionen  Nyslotts ekonomiska region  och landskapet Södra Savolax, i den sydöstra delen av landet, 300 km nordost om huvudstaden Helsingfors. Öns area är 4,4 hektar och dess största längd är 420 meter i sydöst-nordvästlig riktning.